# Wentian (módulo da EET)
Wentian (chinês tradicional: 問天, chinês simplificado: 问天, pinyin: Wèn Tiān, lit. ‘Busca pelo Paraíso’), é um dos módulos principais da Estação Espacial Tiangong. Foi o primeiro Laboratory Cabin Module lançado e o primeiro a estender o módulo Tianhe.

## Lançamento
Wentian teve seu lançamento realizado no dia 24 de julho de 2022. A acoplagem aconteceu na escotilha dianteira do Tianhe as 19:13 UTC do mesmo dia.

## Propósito
A entrada axial do Wentian terá um equipamento de manobragem e acoplará na entrada axial do Tianhe. Um braço mecânico então levará o módulo para a entrada radial do Tianhe. Focará em pesquisas relacionadas com as ciências da vida.

## Instalação
A Shenzhou 14 foi responsável pela instalação do módulo em órbita.